# Nizza (Frankfurt am Main)

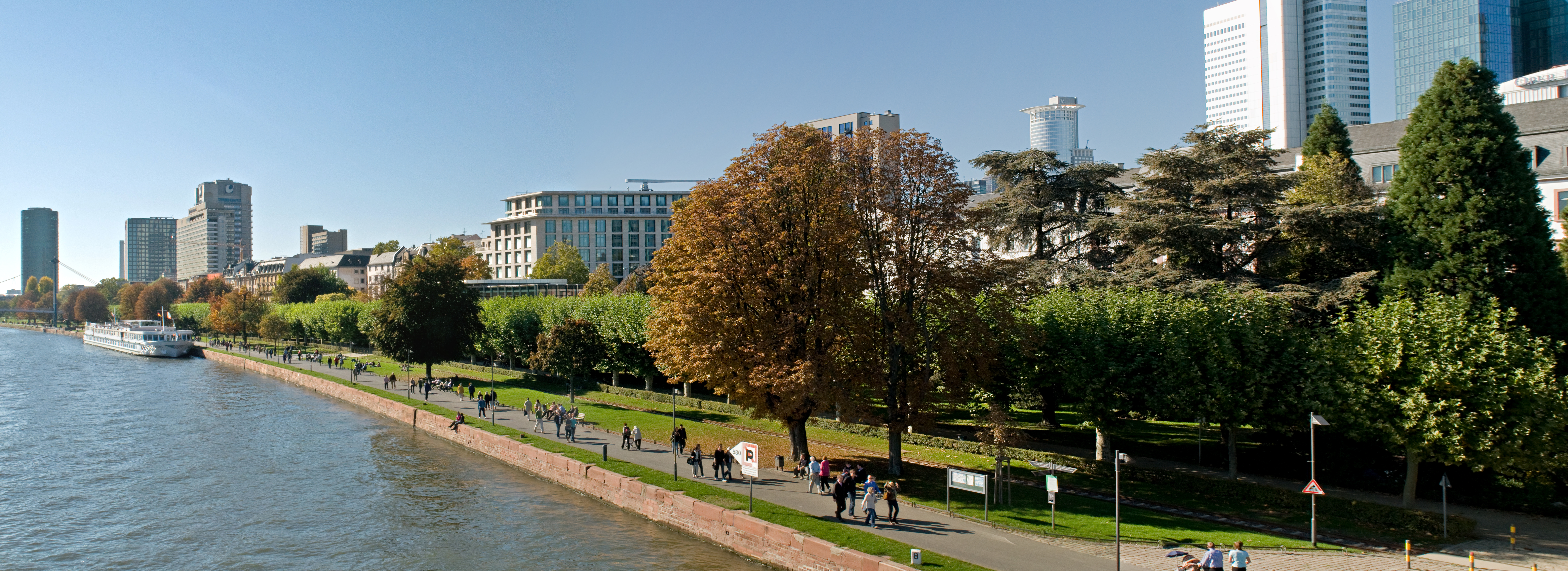
Blick von der Untermainbrücke auf das Nizza

Das Nizza, die Kurzform von Nizza-Ufer, ist eine Parkanlage am Untermainkai in Frankfurt am Main. Der 4,42 Hektar große Park erstreckt sich über etwa einen Kilometer am nördlichen Mainufer zwischen der Untermainbrücke und der Friedensbrücke. Es setzt die Grünflächen der westlichen Frankfurter Wallanlagen am Mainufer fort.
Seinen Namen hat das Nizza von seinem milden Mikroklima, das von seiner windgeschützten Südlage, der günstigen Sonneneinstrahlung und dem Wärmespeicher des Flusses herrührt. Dadurch gedeihen hier zahlreiche Pflanzen der mediterranen Flora, die an die Gärten der französischen Riviera erinnern. Nach einer Umgestaltung durch das Frankfurter Grünflächenamt im Jahr 2000 wurden frostharte mediterrane Pflanzen ausgebracht, die keine Überwinterung im Treibhaus benötigen.
Das Nizza gilt als eine der größten öffentlichen Parkanlagen mit mediterraner Bepflanzung nördlich der Alpen.

## Geschichte

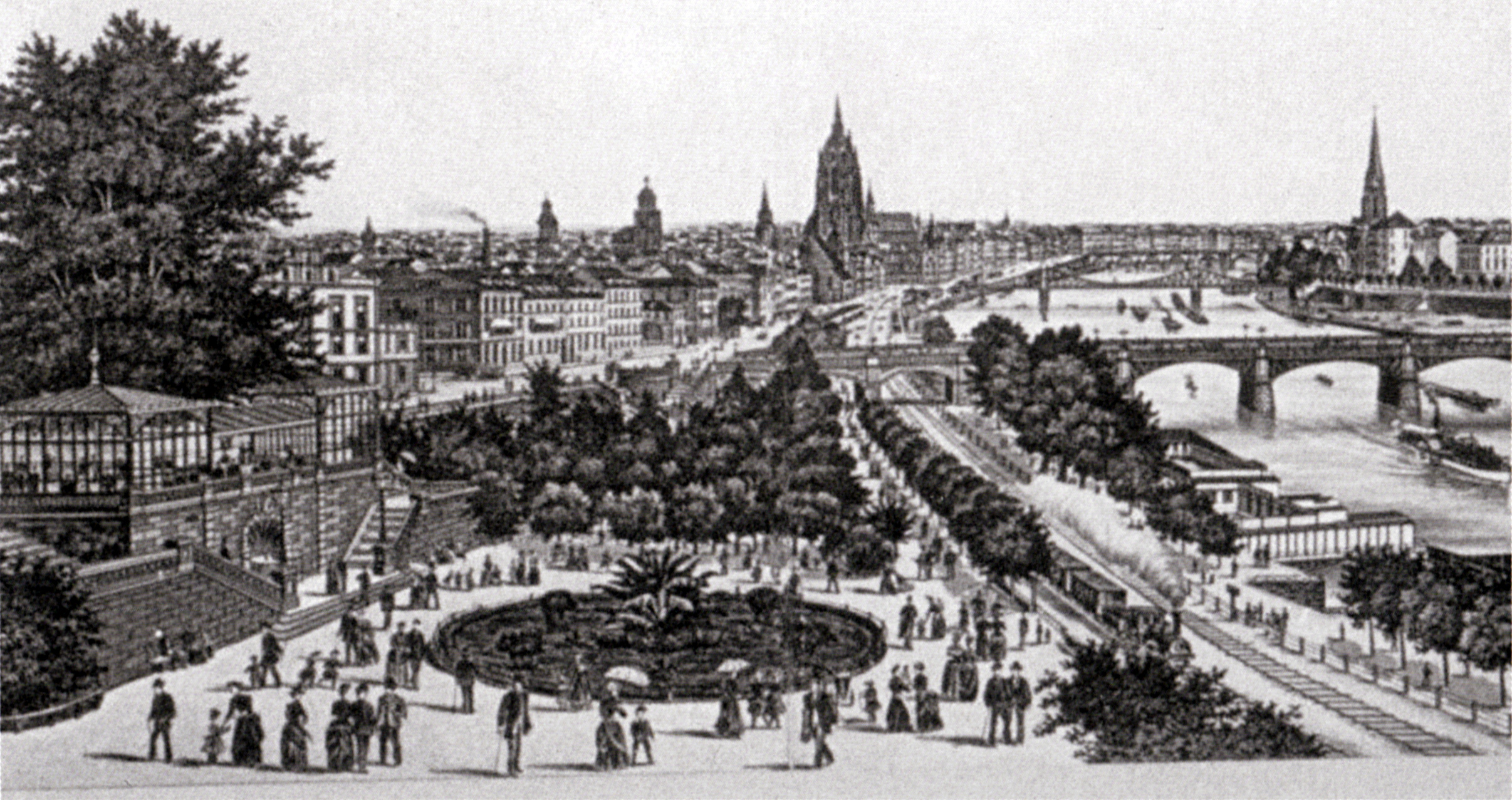
Das Nizza um 1900

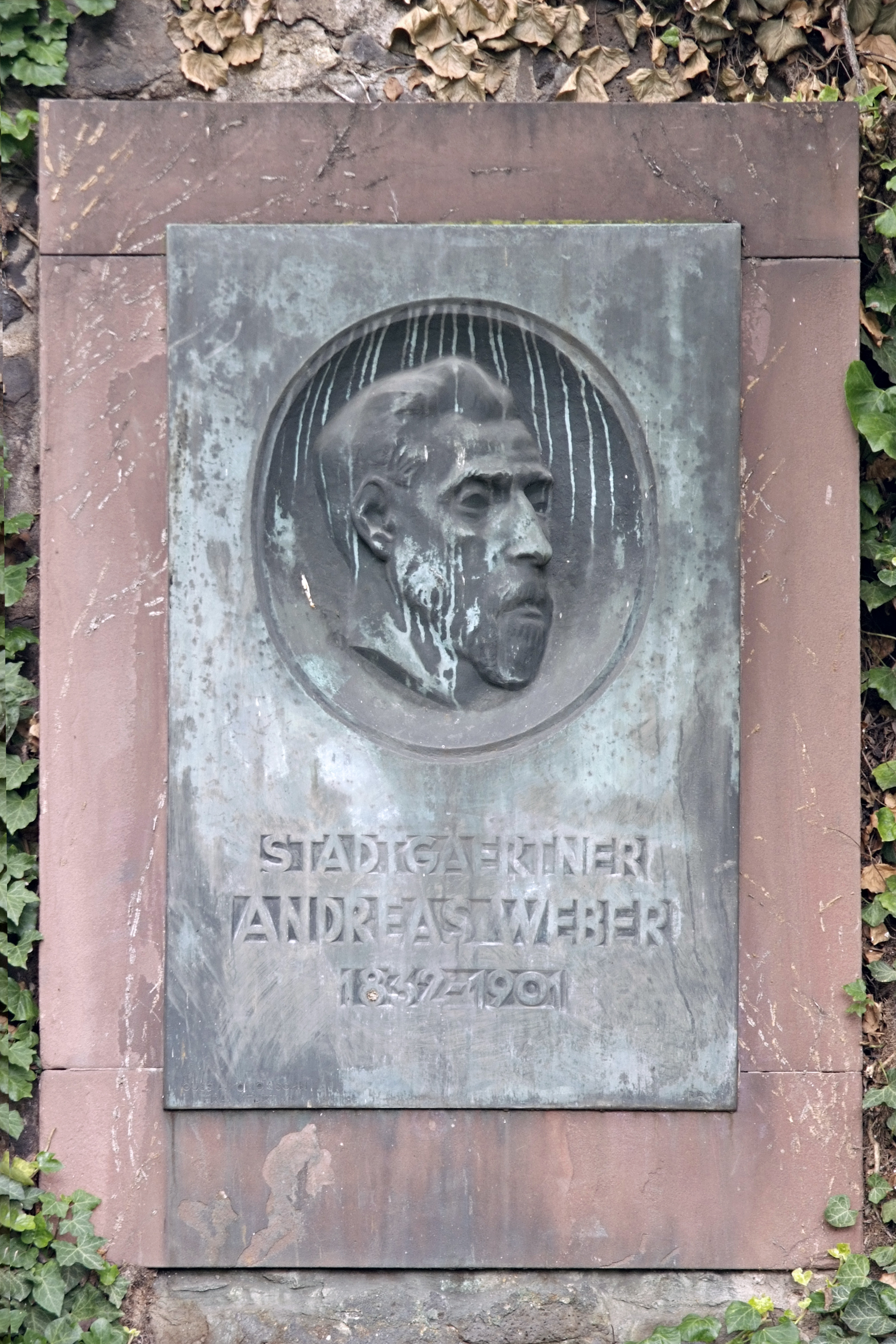
Gedenktafel für Andreas Weber an der Mauer des Mainkais

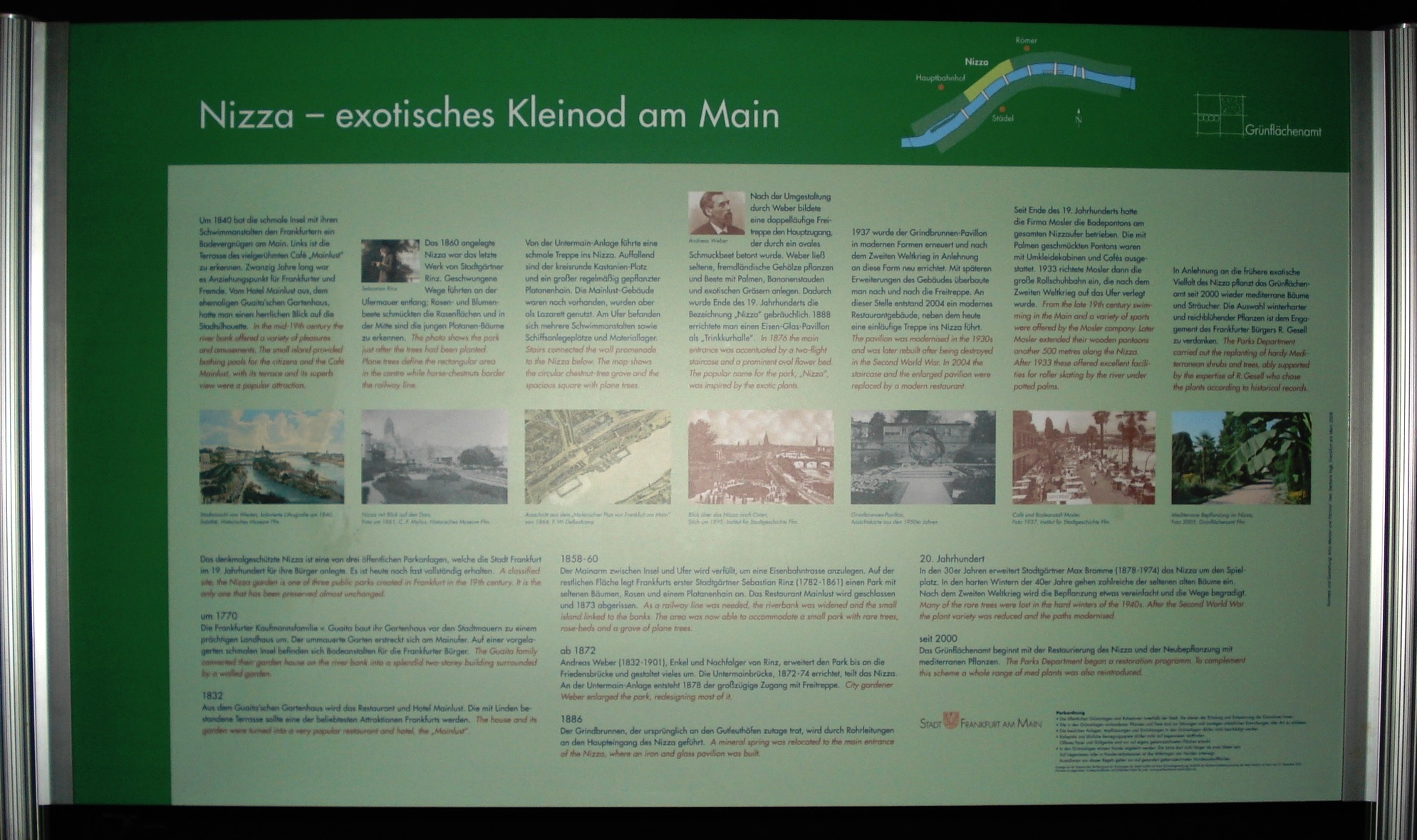
Informationstafel zum Nizza

Bereits seit dem 17. Jahrhundert hatten die Frankfurter Familien Guaita und Loën in dem klimatisch begünstigten Gebiet am Flusslauf westlich der alten Stadtmauern Sommervillen mit großen Landschaftsgärten besessen. Außer den Wallanlagen hatte Frankfurt seinerzeit aber kaum öffentlich zugängliche Grünanlagen. Bis 1858 gab es an der Stelle des heutigen Mainufers die kleine Insel Mainlust, die durch den Kleiner Main genannten Mainarm vom damaligen Mainufer getrennt war. Der Kleine Main wurde als Winterhafen genutzt, seit Anfang des 19. Jahrhunderts lagen dort aber bereits Badeschiffe, bald danach eröffneten Badeanstalten. Auf der Insel gab es bereits seit 1832 ein vom Gastwirt Johann Georg Ried betriebenes Ausflugslokal mit Gartenterrasse und kleinen Pavillons, das als Frankfurter Besucherattraktion galt. Der Gartengestalter Heinrich Siesmayer hatte diese Terrasse bereits mit mediterranen Pflanzen gestaltet. Für den Bau der Städtischen Verbindungsbahn Frankfurt am Main wurde der Kleine Main zugeschüttet, um die Insel mit dem Ufer zu verbinden. Das Lokal bestand bis dahin, wurde 1866 noch als Lazarett genutzt, dann abgebrochen.
Damit die ehemalige Maininsel nicht als Lagerplatz umgenutzt wurde, ließ der Frankfurter Stadtgärtner Sebastian Rinz (1782–1861) sie 1860 als Park und Endpunkt der Wallanlagen gestalten. Rinz konnte den Park, sein letztes Werk, nicht mehr fertigstellen. Dies übernahm sein Nachfolger und Enkel Andreas Weber (1832–1901). Weber gestaltete die Anlage 1875 neu und nahm unter Fortführung der Idee Siesmayers die erste Bepflanzung mit mediterraner Flora vor, die aber teilweise in einem Glashaus überwintert werden musste. Erst seit dieser Zeit trägt die Anlage offiziell den Namen Nizza. Aus dieser Zeit stammt auch die Platanenallee, die durch die Anlage führt.
Nachdem Probebohrungen im Bereich des Nizza schwefelhaltiges Wasser ergaben, das als „Heilwasser“ (zum Rachengurgeln) geeignet war, wurde 1886 von einem anderen Standort im Bereich des Westhafens der sogenannte Grindbrunnen in die Nizzaanlage verlegt. Ein Pavillon mit Zapfstellen wurde erbaut, um das als störend empfundene Gurgelgeräusch und Ausspucken auf der Promenade zu unterbinden. Durch eine doppelläufige Treppenanlage versuchte man die Anlage architektonisch mit der Stadt zu verbinden. Die Hoffnung auf einen regen Zustrom von Kurgästen zerschlug sich allerdings noch vor dem Ersten Weltkrieg; Anfang der 1960er Jahre wurde der Grindbrunnen wegen Grundwasserverschmutzung endgültig stillgelegt.
1898 eröffnete am Nizza die Schwimmanstalt Mosler, damals die größte in Deutschland. Sie wurde jedes Frühjahr auf von Pontons getragenen Holzplanken neu errichtet und im Herbst wieder abgebaut. Anfang des 20. Jahrhunderts wurde am Nizza-Ufer ein Damenschwimmbad eröffnet, die Georg Dannhof´sche Schwimm- und Badeanstalt.
1921 schuf der expressionistische Maler Max Beckmann in Frankfurt das Bild „Das Nizza in Frankfurt am Main“.
1933 wurde die bisherige „Moslersche Bade- und Sportanlage“ im Westen des Nizza zu einer Rollschuhbahn umgebaut. Sie wurde in den Nachkriegsjahren wiederaufgebaut und vom Roll- und Eissportclub Frankfurt vor allem in den 1950er und 1960er Jahren zu einem Zentrum des Rollkunstlaufs gemacht. Marika Kilius und ihr Partner Franz Ningel trainierten hier während der Sommermonate, da es zu dieser Zeit noch keine Kunsteisbahnen gab. 1973 wurde sie nach Sanierung noch einmal neueröffnet. Die Stadtverordnetenversammlung beschloss 1999 die Rollschuhbahn zu entfernen. Mit dem Abriss im Oktober 2005 verschwand eine der letzten zentralen Sportstätten der Stadt.
1951 stellte man vor dem Pavillon eine vom Uhrmachermeister Lothar M. Loske entworfene und von Auszubildenden des Metallwerks in Heddernheim gefertigte kupferne Äquatorialsonnenuhr von über dreieinhalb Metern Durchmesser und rund einer Tonne Gewicht auf, die als größte der Welt galt.
Ende des 20. Jahrhunderts musste wegen fehlender Finanzmittel die Pflege des Nizza reduziert werden und die Anlage wurde zunehmend von Drogensüchtigen und Obdachlosen frequentiert. In den Jahren 2000 bis 2005 wurde das Nizza im Rahmen der Vorbereitungen auf die Fußball-Weltmeisterschaft 2006 saniert. Im Rahmen dieser Maßnahmen wurde der Park neu gestaltet und nach einem Konzept des Gartenplaners Rainer Gesell-Schulte mit winterharten mediterranen Pflanzen versehen. Die Sonnenuhr wurde 2004 restauriert, der Standort allerdings um 1,4 km versetzt. Die ebenfalls restaurierte Fassung des Grindbrunnens findet neben dem ehemaligen Frankfurter Druckwasserwerk am Westhafen ihren neuen Platz. Die Rollschuhbahn wurde 2005 zugunsten einer Parkerweiterung abgebrochen. An der Stelle des alten Pavillons wurde nach Plänen des Frankfurter Architekturbüros Köhler ein neuer kubischer Glasbau errichtet, in dem sich seit dem 26. August 2004 ein Restaurant-Café befindet.